# Xysticus
Xysticus er en slægt af krabbeedderkopper beskrevet af C. L. Koch i 1835, tilhørende ordenen Araneae og familien Thomisidae. Slægtsnavnet er afledt af den oldgræske rod xyst, der betyder "skrabet, skraber".

## Beskrivelse
Xysticus er mørkebrune eller rødbrune krabbeedderkopper, man kan møde på planter eller træer. Mange, men ikke alle, arter har mønstrede bagkroppe. Nogle, der er mere jordbaserede, ligner jord i farve og tekstur.
De fleste arter af slægten Xysticus er små til mellemstore edderkopper. De viser en seksuel dimorfi i størrelse. Hunnerne af typiske arter når maksimalt en kropslængde på 10 mm, mens hannerne er omkring 3 til 5 mm lange, cirka halvdelen af hunnernes størrelse.
Den grundlæggende farve af disse arter er normalt brun, beige eller grå. Forkroppen (prosoma) er nogle gange lidt mindre end bagkroppen (opisthosoma). Hos mange arter viser forkroppen i midten et bredt, blegt langsgående bånd. Opisthosoma er tydeligt fladtrykt hos de fleste arter og viser en median bred og mørk bladaftegning.
Arterne minder ofte meget om hinanden, og kan i de fleste tilfælde kun skelnes ved en mikroskopisk undersøgelse af forplantningsorganerne.

## Adfærd
Edderkopperne af slægten Xysticus laver ikke spind; ligesom de fleste Thomisidae er de ”sid og vent” jægere og foretrækker at jage nær jorden. De bevæger sig langsomt og jager almindeligvis ved at placere sig selv i et meget trafikeret område og overrumpler, hvad der måtte passere af leddyr tæt nok på. Ligesom de fleste andre Thomisidae griber de byttet med deres forstørrede forreste to par ben og dræber det med et giftigt bid.

## Arter og forekomst i Danmark
Der er i alt 23 arter af krabbeedderkopper i Danmark. To af de mest sjældne (Psammitis sabulosus, Coriarachne depressa, Xysticus luctuosus og senest Xysticus lineatus, der blev fundet første gang i Danmark i 2023) findes i og omkring Tisvilde Hegn i Nationalpark Kongernes Nordsjælland, og to af dem findes kun der.
På verdensplan omfatter slægten Xysticus omtrent 293 arter, hvoraf ca. 10 forekommer i Danmark.
Følgende Xysticus arter er rapporteret for Danmark:
- Xysticus audax
- Xysticus bifasciatus
- Xysticus cristatus (Almindelig krabbeedderkop)
- Xysticus erraticus
- Xysticus kochi
- Xysticus lanio
- Xysticus lineatus
- Xysticus luctator
- Xysticus luctuosus
- Xysticus ulmi

## Galleri
- Xysticus audax, han
- Xysticus audax, hun
- Xysticus audax, hun
- Xysticus bifasciatus
- Xysticus cristatus, han (tv), hun (th)
- Xysticus cristatus
- Xysticus cristatus
- Xysticus kochi, han (tv), hun (th)
- Xysticus kochi, hun
- Xysticus lanio
- Xysticus lanio, han
- Xysticus luctator, han (tv), hun (th)
- Xysticus luctuosus
- Xysticus ulmi
- Xysticus ulmi med bytte, muligvis Bibio marci
- Xysticus ulmi i sne